# Robert Bayley Osgood
Robert Bayley Osgood, född 6 juli 1873 i Salem, Massachusetts, död 1956, amerikansk ortopedisk kirurg.
Osgood studerade vid Harvard där han doktorerade 1899 och började sedan verka i Boston vid Massachusetts General Hospital. Från 1912 var han personalansvarig vid barnsjukhuset där. Han skev flera artiklar och även en bok inom ortopedi. Han har tillsammans med Carl B. Schlatter givit namn åt Osgood-Schlatters sjukdom.